# Zaza Gogava
Zaza Gogava (Georgisch: ზაზა გოგავა) (14 juli 1971, Gotsjadzjichaisji, gemeente Choni) is een Georgisch generaal-majoor. Hij was de chef van de Generale Staf van de Krijgsmacht van Georgië tijdens de Russisch-Georgische Oorlog van 2008.

## Biografie
Zaza Gogava werd geboren in het dorp Gotsjadzjichaisji, vlak bij het stadje Choni in de west-Georgische regio Imereti. Gogava vervulde in 1989–1990 zijn militaire dienstplicht in de gemotoriseerde geweereenheden van het Sovjetleger. Hij volgde een opleiding aan de Transportfaculteit van de Polytechnische Universiteit van Georgië in Tbilisi waar hij in 1994 afstudeerde.
Hij begon zijn professionele carrière in 1995 bij de speciale taakgroep "Omega", een onderdeel van de contraspionagedienst van de Georgische Staatsveiligheidsdienst.
In de periode 1995–2000 en in 2002 volgde hij daarnaast anti-terrorisme opleidingen in de Verenigde Staten. Vanaf 2003 ging Gogava de contraterrorisme divisie leiden van het Speciale Operaties Centrum.

## Militaire carrière
In 2004 stapte Gogava over van de staatsveiligheidsdienst naar de Georgische strijdkrachten, waar hij de Speciale Operatietroepen ging leiden. In 2006 werd hij eerst vice-stafchef van de Generale Staf, om in november 2006 benoemd te worden tot stafchef. In die rol leidde hij de Georgische strijdkrachten in de korte maar hevige Russisch-Georgische Oorlog in augustus 2008, die begon rond de afvallige regio Zuid-Ossetië. 
De oorlog verliep desastreus voor Georgië, waarbij in het begin een aantal cruciale fouten werden gemaakt. Zo werd nagelaten de Roki-tunnel te blokkeren, de enige toegangsweg vanuit Rusland naar Zuid-Ossetië, en werd er geen rekening gehouden met het doorstoten van Russische troepen naar centraal gecontroleerd Georgië. Daarnaast waren er communicatieproblemen. Een week nadat Gogava zich voor de oorlogscommissie moest verantwoorden, werd hij door president Micheil Saakasjvili van zijn post afgehaald en benoemd tot hoofd van de grenspolitie, een onderdeel van de ministerie van Binnenlandse Zaken. Saakasjvili stelde dat de "ernstige tekortkomingen" door de opvolger van Gogava weggenomen moesten worden.

## Grenspolitie

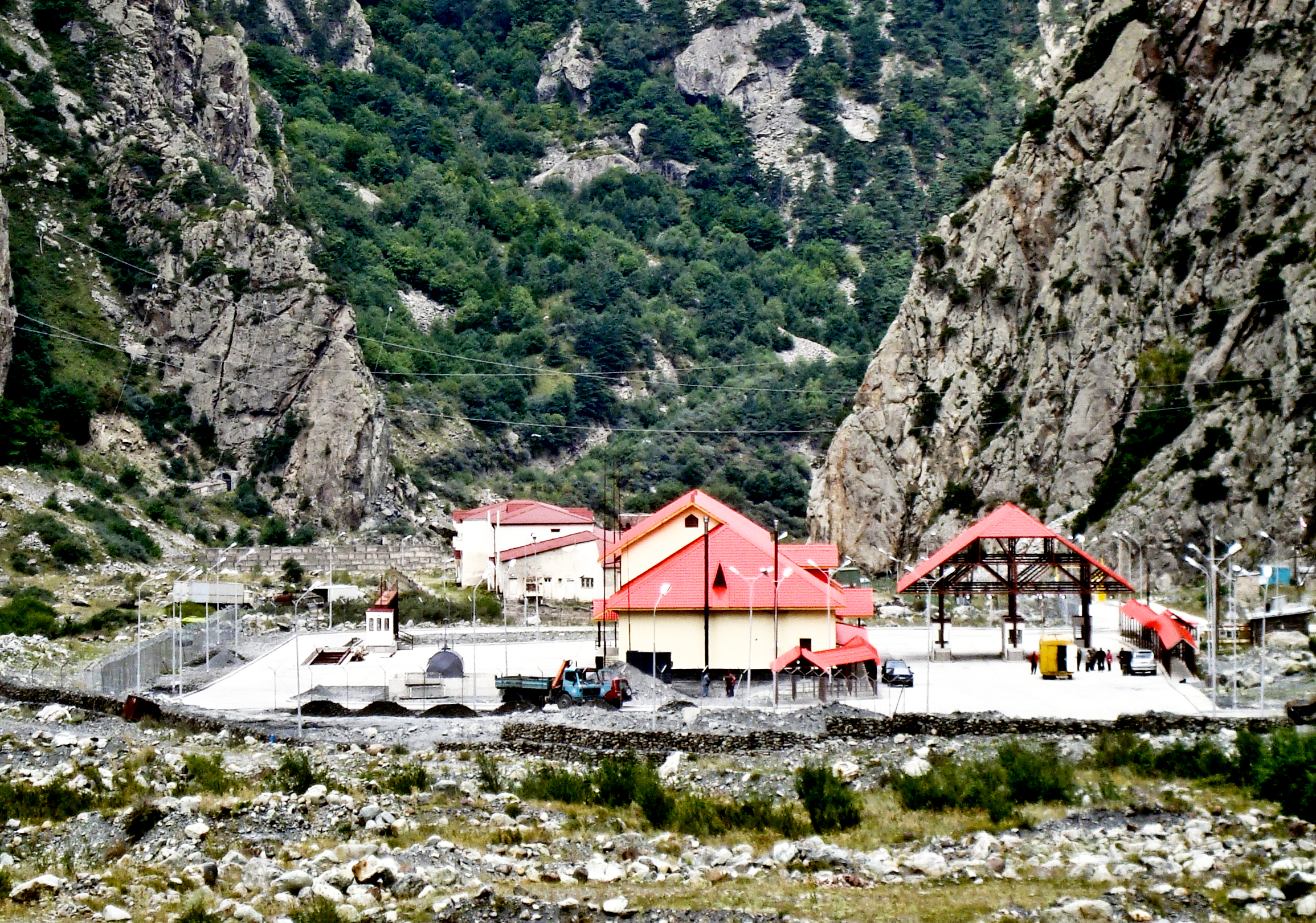
Grensstation Kazbegi in aanbouw in de Darjalkloof

Naast hoofd van de grenspolitie was hij ook vice-minister van Binnenlandse Zaken. Gogava overzag in die hoedanigheid de oplevering van een door de Amerikanen gesponsord radarstation bij Gonio aan de Zwarte Zee bij Batoemi en de Turkse grens. Tevens werden verschillende grensfaciliteiten onder zijn verantwoordelijkheid met Amerikaans steungeld gebouwd, waaronder de oplevering in 2009 van een nieuw grensstation in de Darjalkloof bij Stepantsminda waar de Georgische Militaire Weg naar Rusland leidt. Deze grensovergang was al sinds 2006 door Rusland gesloten als sanctiemaatregel tegen Georgië. In 2010 ging deze grens weer open. In juli 2012 werd Gogava vervangen als hoofd van de grenspolitie.